# رومانو اسکاولینی
رومانو اسکاوُلینی (به ایتالیایی: Romano Scavolini) کارگردان و فیلم‌بردار ایتالیایی و برادرِ کوچکترِ «سائورو اسکاوُلینی» فیلم‌نامه‌نویس ایتالیایی است.
از فیلم‌هایی که وی در آن‌ها نقش داشته‌است، می‌توان به دخترِ خواهر، خانم دکتر زیر لحاف و ساده‌لوح اشاره نمود.